# شورش هوگن
شورش هوگن (به ژاپنی: 保元の乱 Hōgen no ran) یک جنگ داخلی کوتاه مدت در سال ۱۱۵۶ میلادی برای حل اختلاف در مورد جانشینی امپراتور کونوئه (هفتادوششمین امپراتور ژاپن، مرگ در سال ۱۱۵۵) مابین امپراتور سوتوکو (هفتادوپنجمین) و امپراتور گو شیراکاوا (هفتادوهفتمین) بود.

## وضعیت زمانه
در نیمهٔ دوم دوره هی‌آن سه خاندان بزرگ سیاست ژاپن را تحت سلطه داشتند. این سه خاندان عبارت بودند از خاندان فوجیوارا، خاندان میناموتو و خاندان تایرا.
در سال ۱۱۵۵ در مورد جانشینی امپراتور کونوئه (هفتاد و ششمین امپراتور) که در سن هفده سالگی درگذشته بود، بین خاندان سلطنتی اختلاف رخ داد. پدر امپراتور درگذشته امپراتور توبا پسر دیگرش امپراتور گو شیراکاوا را به منصب امپراتوری رساند اما پسر ارشدش امپراتور سوتوکو که در این زمان در حال حکومت پس از کناره‌گیری (اینسی) بود با این انتخاب مخالف بود و خواستار بر تخت نشستن پسرش شاهزاده شیگه‌هیتو بود.
در همین زمان در بین خاندان فوجیوارا نیز درگیری خانوادگی رخ داده بود. پسر ارشد این خاندان که مقام کانپاکو را در دست داشت، فوجیوارا نو تادامیچی خواستار کنار گذاشتن برادر کوچکتر خود فوجیوارا نو یوریناگا از صحنه قدرت بود.
در پی این اختلافات دو ائتلاف شکل گرفت. امپراتور سوتوکو با فوجیوارا نو یوریناگا متحد شد و «جناح اینسی» را تشکیل دادند و از طرف دیگر فوجیوارا نو تادامیچی، امپراتور توبا و امپراتور گو شیراکاوا «جناح امپراتور» را به وجود آوردند و در مقابل یکدیگر قرار گرفتند. هر دو جناح نیز سعی کردند که با استفاده از قدرت نظامی خاندان میناموتو یا خاندان تایرا در این کشمکش بر حریف خود غلبه کنند.
تایرا نو کیوموری و میناموتو یوشیتومو طرف «جناح امپراتور» را گرفتند و پدر یوشیتومو میناموتو نو تامه‌یوشی و برادر کوچکترش میناموتو نو تامه‌تومو و عموی کیوموری، تایرا نو تاداماسا به طرفداری از «جناح اینسی» پرداختند. بدین ترتیب پدر و پسر و همچنین برادر بزرگتر و کوچکتر به صورت دشمن در مقابل یکدیگر قرار گرفتند.

## خاندان فوجی‌وارا
خاندان فوجی‌وارا برای چندین قرن از طریق ازدواج با اعضای خانواده امپراتور و با تصرف مقام‌های مهم سیاسی، صحنه سیاسی کشور را اداره می‌کرد. حق حاکمیت در ظاهر متعلق به امپراتور بود ولی این خاندان فوجی‌وارا بودند که در عمل اقتدار سیاسی کشور را در دست داشتند. آن‌ها برای تثبیت قدرت خود ناچار بودند که طبقات نظامی را تقویت کنند و اینچنین بود که آرام آرام نظامی‌ها به دربار راه یافتند و طبقه سامورایی ظهور کرد. به تدریج توان خاندان فوجی‌وارا رو به افول گذاشت و آشفتگی‌هایی در نظام سیاسی کشور پدیدار شد. بسیاری از زمین‌داران برای حفاظت از اموال خود شروع به استخدام سامورایی‌ها کردند و این گونه بود که طبقه نظامی، به ویژه در شرق ژاپن، به نفوذ و اقتداری روزافزون دست یافت.

## خاندان تایرا
در اوایل دوره هی‌آن، از آنجائیکه تعداد فرزندان و نوادگان امپراتور کانمو (دوران سلطنت ۷۸۱–۷۷۳ میلادی) پنجاهمین امپراتور ژاپن، بسیار زیاد بود، و خرج و مخارج دربار بسیار سنگین شده بود، امپراتور به هدف کاستن از هزینه‌های خاندان سلطنتی با اهدای نام خانوادگی «تایرا» به سومین پسرش کازوراواراشینو وی را از خاندان سلطنتی جدا کرد. بدین ترتیب خاندان تایرا به وجود آمد و پسر وی سر خاندان یکی از چهار شاخه خاندان تایرا بنام «کانموتایرا» شد. پس از وی امپراتور نینمیو، امپراتور مونتوکو و امپراتور کوکو نیز نام خانوادگی تایرا را به نوه‌های خویش اهدا کردند و سه شاخهٔ دیگر این خاندان را به وجود آوردند. تایرا نو کیوموری در اواخر دوره هی‌آن به عنوان معروفترین و پر قدرت‌ترین عضو خاندان تایرا شناخته می‌شود.

## خاندان میناموتو
خاندان میناموتو یا گنجی، یکی از نام‌های خانوادگی اعطا شده توسط امپراتور ژاپن به اعضای خانوادهٔ سلطنتی بود. این اعضای خاندان سلطنتی کسانی بودند که از خاندان جدا شده و به طبقهٔ اشراف شینسکی کوکا (تنزل مقام) می‌یافتند. اولین امپراتور که نام خانوادگی میناموتو را اهدا کرد، امپراتور ساگا (۸۴۲–۷۸۶) پنجاه و دومین امپراتور ژاپن بود. میناموتو نو ماکوتو (۸۱۰–۸۶۸) هفتمین پسرِ امپراتور ساگا، نخستین فردی بود که نام خانوادگی میناموتو به وی داده شد. نام افتخاری میناموتو پس از آن به تعداد دیگری از درباری‌ها در زمان‌های مختلف و توسط تعدادی از امپراتورهای دیگر نیز داده شد. خاندان میناموتو پس از گذشت زمان بیست و یک شاخه پیدا کرد. برای نمونه خاندان میناموتویی که از زمان امپراتور ساگا منشأ گرفته شاخه ساگا گنجی و خاندان میناموتویی که از امپراتور سیوا (دوران سلطنت  ۸۵۸–۸۷۶ میلادی) پنجاهمین و ششمین امپراتور ژاپن، منشأ گرفته شاخه سیوا گنجی نام دارد و یک شاخه آن با نام خاندان کاواچی گنجی به عنوان مهم‌ترین شاخهٔ خاندان میناموتو شناخته می‌شود. بنیان‌گذار شوگون‌سالاری کاماکورا، میناموتو نو یوری‌تومو عضو این شاخه از خاندان میناموتو بود.

## شروع نبرد
در دوم ژوئیه سال ۱۱۵۶ امپراتور توبا درگذشت. یازده روز بعد از آن جناح اینسی به محل اقامت امپراتور سوتوکو در اطراف پایتخت حمله کرد و پس از ۴ ساعت نبرد به پیروزی رسید. امپراتور سوتوکو پس از شکست تبعید شد و قرار بود که فوجیوارا نو یوریناگا نیز تبعید شود که قبل از آن به مرگ طبیعی درگذشت. میناموتو نو تامه‌یوشی و تایرا نو تاداماسا  گردن زده شدند و میناموتو نو تامه‌تومو نیز تبعید شد.
این اولین جنگ بود که در کیوتو رخ داد. پسر فوجیوارا نو تادامیچی، جیئن که راهب بود در کتاب گوکانشو نوشته‌است. «از شورش هوگن عصر شورش‌ها آغاز شد و قدرت به دست خاندان‌های سامورایی افتاد.»